# 马罗岛
馬羅島（：／ Mara do */?）是大韓民國最南端的島。行政上屬於濟州特別自治道西歸浦市大靜邑，位於濟州島以南11公里。全島單獨成為一個里，是為馬羅里。
馬羅島面積有0.3平方公里，海岸線長4.2公里，是一個橢圓形的島嶼，周邊一帶於2000年7月18日被指定為大韓民國天然紀念物第423號而受到國家保護。當地人口在1994年的統計約為69名。

岛上有刻有“大韩民国最南端”的漢文石碑，於1985年豎立，讓遊人得知南韓最南端位置。此碑位於東經126度16分30秒，北緯33度6分30秒，以玄武岩自然石制造。

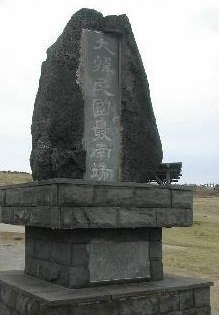
此碑標示南韓最南端所在地

馬羅島最初並沒有人居住，全島均被天然林所覆蓋。朝鮮王朝末期，開始有人移居島上，為開墾耕地，全島所有林木均被清除。現時每天有1至2班連接濟州市和西歸浦市的定期船。

## 外部連結
- . 남북한의 천연기념물 (南北韓的天然紀念物).   [2010-05-28]. （原始内容存档于2016-03-10） （韩语）.
- 마라도천연보호구역 （页面存档备份，存于） - 文化財廳